# Henricus-Jacobus de Croes

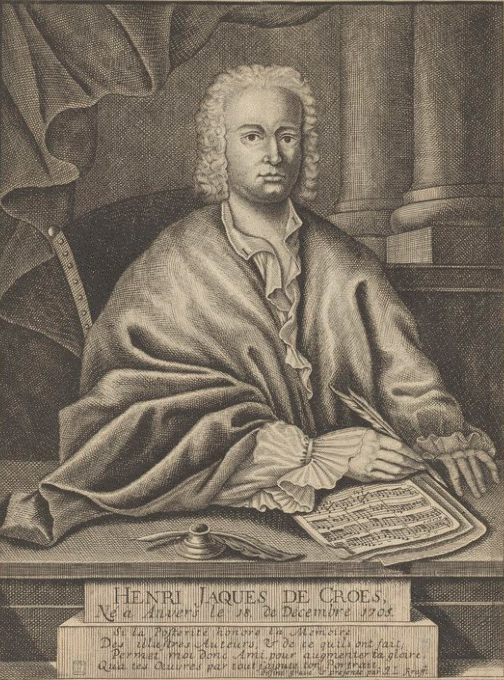
Henricus-Jacobus de Croes

Henricus-Jacobus de Croes (Henri-Jacques de Croes), (19 september 1705 gedoopt te Antwerpen (Spaanse Nederlanden), 16 augustus 1786 gestorven te Brussel (Oostenrijkse Nederlanden)), zoon van Henri de Croes en Anne Marguerite Hallandusis, was een componist uit de zuidelijke Nederlanden (nu België), violist en kapelmeester. Zijn beweging, gedurende zijn leven, van Barok naar Galante stijl of Empfindsame stijl was opvallend.

## Leven
Henricus-Jacobus de Croes ging in de leer bij Josephus Guillielmus Soussé (1676-1752) in de Sint-Andrieskerk te Antwerpen. Soussé was zangmeester (maître de chant) aan verschillende Antwerpse kerken, waaronder ook de Sint-Jacobskerk. In die laatste kerk werd De Croes op zijn achttiende aangesteld als eerste violist.
Sinds de Vrede van Utrecht in 1713 werden in Brussel, de hoofdstad van de Zuidelijke Nederlanden, vuurwerkshows, feesten, carnavalsoptochten en parades gehouden. Het werd een bruisende, lichtvoetige stad. Dit maakte Brussel ook voor Henricus-Jacobus de Croes tot een aantrekkelijke werkstek.
In 1729 trad De Croes te Frankfurt am Main in dienst van Thurn und Taxis, maar bleef via hun residentie te Brussel contacten onderhouden, bijvoorbeeld met het operahuis De Munt, de kathedraal Sint Goedele en de hofkapel. Toen hij in 1744 zich definitief in Brussel vestigde, werkte hij bij de hofkapel van de in 1741 benoemde en in 1744 aangetreden kunstzinnige Oostenrijkse landvoogd Karel Alexander van Lotharingen. Hij werd daar aangenomen als concertmeester (1e violist). De directe leiding van de hofkapel was in handen van kapelmeesterJean-Joseph Fiocco. Na het overlijden van Fiocco in 1746 nam de Croes de leiding van de kapel over en kreeg in 1749 tot zijn dood in 1786 de functie van kapelmeester officieel.
Over een huwelijksverbintenis van Henricus-Jacobus de Croes zijn geen directe bronnen gevonden, maar wel dat hij een zoon had (zie afstamming hieronder) die in zijn voetsporen trad. Duidelijk is dat hij beschikte over grote muzikale en sociale vaardigheid en dat zijn leven van componeren en musiceren vervuld was.

## Muziek
De Croes werkte in een tijd waarin de Barok overging in de Galante/Empfindsame stijl. Na zijn verblijf in Frankfurt stond zijn compositorisch werk deze stijl nabij en werd mede door Franse en Italiaanse invloeden gevormd. Soms denkt iemand wel eens aan een compositie van Antonio Vivaldi of Arcangelo Corelli als hij/zij zijn muziek voor het eerst hoort. Toch blijft zij voor de kenner herkenbaar als een 'Henricus-Jacobus de Croes'. Zij is het resultaat van een fijnzinnige opbouw, waarbij iedere noot met de grootste voorzichtigheid en zuinigheid is neergezet. Het is daarmee enerzijds barokmuziek, maar anderzijds zijn de baslijnen geen zware stuwende ondertonen meer. In plaats daarvan doet het samenspel tussen de instrumenten het werk.
Bekend is dat hij kamermuziek, sonates, symfonieën, concerten, 15 missen, een requiem en 34 motetten schreef. Zijn motetten lijken vaak op cantates (meestal beginnend en eindigend met een koor) en onder invloed van de Franse hofcomponist Henri Dumont. Zijn komische opera Les Amours de Colin et de Colette, opgevoerd op 4 november 1756 in Brussel, ging verloren.
In 2020 werden zes al verloren geachte vioolconcerten in een bibliotheek in Stockholm herontdekt. Alleen in Regensburg was al eens een deel van deze partituren beschadigd teruggevonden.

## Afstamming
Zijn zoon Henri-Joseph de Croes (geboren op 16 augustus 1758 te Brussel - gestorven op 6 januari 1842 te Regensburg) was ook violist, en van 1776 tot 1783 kapelmeester van de prinsen van Thurn en Taxis te Regensburg.

## Discografie
- Motetten, door de Capella Brugensis en het Collegium Instrumentale Brugense, dir. Patrick Peire (CD Eufoda 1358)
- Carlo Van Neste: Concerto septimo in c mineur op Pavane
- Jean-Pierre Rampal: Fluitconcerten nrs. 2, 4 en 5 op Erato
- Ensemble Baroccotout, Triosonates op.5 Nr.1-6, La sonate égarrée, Linn Records, 2018
- Le Pavillon de Musique, dir. Ann Cnop: VI Concerti for Violin, Etcetera, 2021